# Энергетика Орловской области
Энергетика Орловской области — сектор экономики региона, обеспечивающий производство, транспортировку и сбыт электрической и тепловой энергии. По состоянию на конец 2020 года, на территории Орловской области эксплуатировались девять электростанций общей мощностью 416,3 МВт, в том числе одна малая гидроэлектростанция и восемь тепловых электростанций. В 2019 году они произвели 1225 млн кВт·ч электроэнергии.

## История
Первая электростанция в Орле была введена в эксплуатацию в 1898 году, она обеспечила электроэнергией городской трамвай и освещение улиц, также к ней подключались и частные абоненты. Изначально она состояла из четырёх паровых машин мощностью по 200 л.с. с генераторами постоянного тока, позднее станция неоднократно расширялась и модернизировалась.
В 1920-е — 1930-е годы энергетика региона развивалась за счёт строительства небольших электростанций. К началу Великой Отечественной войны в Орле работала городская электростанция с дизельными агрегатами общей мощностью 3560 кВт и 14 небольших электростанций общей мощностью 5550 кВт, обеспечивавших энергоснабжение отдельных предприятий. В ходе войны энергетическое хозяйство региона сильно пострадало, в общей сложности были разрушены 35 электростанций.
В 1946 году был пущен первый турбоагрегат мощностью 2 МВт Орловской ТЭЦ — первой крупной электростанции региона. Орловская ТЭЦ многократно расширялась и модернизировалась, в 1948 году был пущен второй турбоагрегат мощностью 6 МВт, в 1955 году мощность станции была доведена до 20 МВт. В 1958 году была пущена вторая относительно крупная электростанция Орловской области — Ливенская ТЭЦ. В 1957 году на основе электростанций и энергетических сетей Орловской области был создан энергетический комбинат, который в 1960 году был преобразован в районное энергетическое управление (РЭУ) «Орёлэнерго».
В послевоенные годы началась активная электрификация сельской местности, первоначально путём строительства небольших дизельных электростанций и малых ГЭС, одной из которых стала Лыковская ГЭС мощностью 760 кВт, введённая в эксплуатацию в 1953 году. В дальнейшем по мере развития электрических сетей эти электростанции были выведены из эксплуатации. Подключение сельских районов Орловской области к централизованному энергоснабжению было завершено в 1967 году.
В 1978—1991 годах на Орловской ТЭЦ были введены в эксплуатацию три энергоблока мощностью по 110 МВт, что позволило постепенно вывести из эксплуатации устаревшее оборудование. В 2005 году была введена в эксплуатацию первая в регионе газотурбинная электростанция — Орловская ГТ ТЭЦ мощностью 36 МВт. В 2012 году мощность Ливенской ТЭЦ была увеличена на 30 МВт за счёт монтажа газотурбинной установки с котлом-утилизатором. В 2015 году после реконструкции была вновь введена в эксплуатацию законсервированная в 1970-х годах Лыковская ГЭС.

## Генерация электроэнергии
По состоянию на конец 2020 года, на территории Орловской области эксплуатировались девять электростанций общей мощностью 416,3 МВт. В их числе одна малая гидроэлектростанция — Лыковская ГЭС и восемь тепловых электростанций — Орловская ТЭЦ, Ливенская ТЭЦ, Орловская ГТ ТЭЦ, а также пять электростанций промышленных предприятий (блок-станций).

### Орловская ТЭЦ
Расположена в г. Орле, один из основных источников теплоснабжения города. Блочная паротурбинная теплоэлектроцентраль, в качестве топлива использует природный газ. Эксплуатируемые в настоящее время турбоагрегаты введены в эксплуатацию в 1978—1991 годах, при этом сама станция эксплуатируется с 1946 года, являясь старейшей электростанцией региона. Установленная электрическая мощность станции — 330 МВт, тепловая мощность — 725 Гкал/час. Фактическая выработка электроэнергии в 2019 году — 1010 млн кВт·ч. Оборудование станции скомпоновано в три энергоблока и включает в себя три турбоагрегата мощностью по 110 МВт, три котлоагрегата и два водогрейных котла. Принадлежит ПАО «Квадра».

### Ливенская ТЭЦ
Расположена в г. Ливны, один из основных источников теплоснабжения города. Парогазовая теплоэлектроцентраль (созданная путём надстройки газотурбинной установкой существовавшей паротурбинной ТЭЦ), совмещённая с водогрейной котельной, в качестве топлива использует природный газ. Турбоагрегаты введены в эксплуатацию в 1958 и 2012 годах. Установленная электрическая мощность станции — 36 МВт, тепловая мощность — 221,7 Гкал/час. Фактическая выработка электроэнергии в 2019 году — 136 млн кВт·ч. Оборудование станции включает в себя газотурбинную установку мощностью 30 МВт, котёл-утилизатор, паротурбинную установку мощностью 6 МВт и три котлоагрегата. В водогрейной котельной смонтированы три водогрейных котла. Принадлежит ПАО «Квадра».

### Орловская ГТ ТЭЦ
Расположена в г. Орле, является одним из источников теплоснабжения города. Газотурбинная теплоэлектроцентраль (ГТУ-ТЭЦ), в качестве топлива использует природный газ. Турбоагрегаты станции введены в эксплуатацию в 2005 году. Установленная электрическая мощность станции — 18 МВт, тепловая мощность — 40 Гкал/час. Фактическая выработка электроэнергии в 2019 году — 59,8 млн кВт·ч. Оборудование станции включает в себя два турбоагрегата, мощностью по 9 МВт, и два котла-утилизатора. Принадлежит АО «ГТ Энерго».

### Лыковская ГЭС
Расположена у деревни Большое Лыково Мценского района, на реке Зуша. Гидроагрегат станции введен в эксплуатацию после реконструкции в 2015 году, при этом сама станция изначально была пущена в 1953 году при мощности 0,76 МВт, но долгое время была заброшена. Установленная мощность станции — 1,22 МВт. В здании ГЭС установлен один гидроагрегат. Принадлежит ООО «Лыковская ГЭС».

### Электростанции промышленных предприятий
В Орловской области эксплуатируется пять электростанций промышленных предприятий (блок-станций), большинство из которых обеспечивает энергоснабжение сахарных заводов, все они работают на природном газе. Часть из них не работает параллельно с энергосистемой:
- ТЭЦ ООО «Ливнысахар» — расположена в п. Сахзаводской Ливенского района. Мощность станции — 6 МВт, оборудование станции включает в себя шесть агрегатов мощностью по 1 МВт;
- ТЭЦ ОАО «Мценский завод «Коммаш» — расположена в г. Мценск, обеспечивает энергоснабжение машиностроительного завода. Мощность станции — 2,12 МВт, оборудование станции включает в себя два агрегата мощностью по 1,06 МВт;
- ТЭЦ ЗАО «Сахарный комбинат Отрадинский» — расположена в с. Отрадинское Мценского района. Мощность станции — 12 МВт, оборудование станции включает в себя два турбоагрегата мощностью по 6 МВт. Не работает параллельно с энергосистемой;
- ТЭЦ ЗАО «Сахарный комбинат Колпнянский» — расположена в п. Колпна Колпнянского района. Мощность станции — 6 МВт, оборудование станции включает в себя один турбоагрегат. Не работает параллельно с энергосистемой;
- ТЭЦ ЗАО «Залегощь-Сахар» — расположена в п. Залегощь Залегощенского района. Мощность станции — 5 МВт, оборудование станции включает в себя один турбоагрегат. Не работает параллельно с энергосистемой.

## Потребление электроэнергии
Потребление электроэнергии в Орловской области (с учётом потребления на собственные нужды электростанций и потерь в сетях) в 2019 году составило 2803 млн кВт·ч, максимум нагрузки — 464 МВт. Таким образом, Орловская область является энергодефицитным регионом, дефицит покрывается за счёт перетока из соседних регионов. Крупнейшие потребители электроэнергии (по итогам 2019 года): АО «Транснефть-Дружба» — 221 млн кВт·ч, ООО «Керама Марацци» — 135 млн кВт·ч. Функции гарантирующего поставщика электроэнергии выполняет ООО «Орловский энергосбыт».

## Электросетевой комплекс
Энергосистема Орловской области входит в ЕЭС России, являясь частью Объединённой энергосистемы Центра, находится в операционной зоне филиала АО «СО ЕЭС» — «Региональное диспетчерское управление энергосистем Курской, Орловской и Белгородской областей» (Курское РДУ). Энергосистема региона связана с энергосистемами Тульской области по одной ВЛ 220 кВ и двум ВЛ 110 кВ, Курской области по одной ВЛ 220 кВ, трём ВЛ 110 кВ, одной ВЛ 35 кВ и одной ВЛ 10 кВ, Липецкой области по двум ВЛ 220 кВ, Брянской области по трём ВЛ 110 кВ и двум ВЛ 35 кВ.
Общая протяженность линий электропередачи напряжением 35—500 кВ составляет 4108,3 км, в том числе линий электропередачи напряжением 500 кВ (транзитная) — 204,6 км, 220 кВ — 333,7 км, 110 кВ — 1678,2 км, 35 кВ — 1891,8 км. Магистральные линии электропередачи напряжением 220—500 кВ эксплуатируются филиалом ПАО «ФСК ЕЭС» — «Чернозёмное ПМЭС», распределительные сети напряжением 110 кВ и ниже — филиалом ПАО «Россети Центр» — «Орёлэнерго» (в основном) и территориальными сетевыми организациями.